# American Mary
American Mary – kanadyjski film fabularny z podgatunku body horror z 2012 roku, napisany oraz wyreżyserowany przez siostry Jen i Sylvię Soska, z Katharine Isabelle obsadzoną w roli tytułowej. Opowiada historię studentki medycyny, która pod wpływem gwałtu przenika do świata ekstremalnej modyfikacji ciała i nielegalnych zabiegów chirurgicznych. Projekt wyprodukowała i następnie dystrybuowała wytwórnia IndustryWorks Pictures.
Krytycy pozytywnie odebrali obraz. Farran Smith Nehme, dziennikarka współpracująca z pismem New York Post, uznała, że American Mary to satyryczne, „nieodparcie interesujące slasherowe widowisko, w którym protagonistka okazuje się być jednocześnie piękną, jak i bestią”.
Film został wyróżniony pięcioma nagrodami podczas kalifornijskiego festiwalu kina grozy Screamfest. Uhonorowane zostały siostry Soska (za reżyserię oraz w kategorii najlepszy film), Katharine Isabelle (jako najlepsza aktorka), Brian Pearson (za zdjęcia) i spółka MastersFX (efekty specjalne). Według redaktorów serwisu audienceseverywhere.net, American Mary to jeden ze stu najlepszych horrorów XXI wieku.

## Obsada
- Katharine Isabelle − Mary Mason
- Antonio Cupo − Billy Barker
- Tristan Risk − Beatress Johnson
- David Lovgren − dr. Grant
- Paula Lindberg − Ruby Realgirl
- Clay St. Thomas − dr. Walsh
- John Emmet Tracy − detektyw Dolor
- Twan Holiday − Lance Delgreggo
- Jen i Sylvia Soska − niemieckie bliźniaczki